# Demian von Osten
Demian von Osten (* 1983 in Bonn) ist ein deutscher Journalist, Korrespondent der ARD und Medientrainer.

## Werdegang
Demian von Osten wurde als Sohn des aus Łódź stammenden Chemikers Wolf Ulrich von Osten und seiner Frau, der Konzertsängerin und Musikkünstlerin Sigune von Osten, geb. Dahms (1950–2021), in Bonn geboren und wuchs in Königswinter und Bad Münster am Stein auf. Nach dem Abitur am Gymnasium an der Stadtmauer in Bad Kreuznach 2003 absolvierte von Osten ein Studium der Politikwissenschaft und Betriebswirtschaftslehre an der Universität Mannheim mit Abschluss Magister. Zwei Auslandssemester verbrachte er an der Universität Lyon III in Frankreich.
Während des Studiums war von Osten Nachrichtenredakteur bei Dasding, dem jungen Radio des Südwestrundfunks und machte seine ersten journalistischen Schritte beim Mannheimer Studentenradio RadioAktiv. Praktika führten ihn zu RTL nach Frankfurt am Main, ins ZDF-Studio Paris und zur Deutschen Presse-Agentur (dpa) nach Berlin. Nach dem Studium begann von Osten ein journalistisches Volontariat beim Westdeutschen Rundfunk (WDR). Bereits im Volontariat berichtete er für die Tagesschau sowie für die Tagesthemen aus dem ARD-Studio Brüssel.
Später war er als freier Reporter und Autor für das ARD-Morgenmagazin, die Tagesschau und Arte tätig. In dieser Funktion berichtete er aus zahlreichen Ländern, darunter von den Unruhen in Ägypten (2013). Ein Schwerpunkt seiner Tätigkeit war der Krieg in der Ukraine seit 2014. Von Osten erlebte die blutigen Ereignisse auf dem Euromaidan live mit und berichtete später über die Annexion der Krim.
Ab September 2014 arbeitete von Osten für das Investigative Ressort des Westdeutschen Rundfunks mit Veröffentlichungen für den Rechercheverbund von NDR, WDR und Süddeutscher Zeitung. Über den Abschuss von Flug MH17 über der Ostukraine erstellte er mit Michael Wech und Ralph Hötte eine 45-minütige Dokumentation. Daraus entstanden zahlreiche weitere Produkte für online, im Radio, im Fernsehen und für die Süddeutsche Zeitung.
Im Juni 2015 wurde von Osten festangestellter Inlandskorrespondent für die Tagesschau mit Sitz in Köln. In den folgenden Jahren berichtete er über zahlreiche Großereignisse in Nordrhein-Westfalen und vertrat Auslandskorrespondenten in den ARD-Studios Paris, Washington, D.C., New York City und Moskau.
Von Mai 2018 bis Dezember 2023 war von Osten als Nachfolger von Golineh Atai ARD-Fernsehkorrespondent in Moskau. Seit Januar 2024 ist er Korrespondent im ARD-Hauptstadtstudio.

## Tätigkeit als Medientrainer
Seit 2012 ist von Osten als Medientrainer im Bereich Online-Recherche, Social Media und Verifikation tätig. Dabei trainierte er auch Auslandskorrespondenten von ARD und ZDF.

## Sprachen
Von Osten spricht neben Deutsch auch Englisch, Französisch, Spanisch und Russisch und hat fortgeschrittene Kenntnisse in Portugiesisch und Arabisch.

## Stipendien und Auszeichnungen
- 2008 Bronnbacher Stipendium für zukünftige Führungskräfte[7]
- 2010 Rotary Stipendium in Amman, Jordanien
- 2011 IJP-Stipendium in Beirut, Libanon
- 2012 Deutscher Fernsehpreis ARD-Morgenmagazins (Redaktionspreis)
- 2014 LPC-Sonderpreis für moma-Reporter „Provinzflughäfen - viel Geld für wenig Flüge“ (mit Michael Immel)
- 2015 Nominierung Deutscher Fernsehpreis „Todesflug MH17“ (mit Michael Wech und Ralph Hötte)[8]
- 2017 tagesthemen Award für digitale Aktivitäten (Redaktionspreis)